# Kosma (fiume)
La Kosma (in russo Косма?) è un fiume della Russia europea settentrionale, affluente di sinistra della Cil'ma (bacino della Pečora). Scorre nell'Ust'-Cilemskij rajon della Repubblica dei Komi e nel Zapoljarnyj rajon del Circondario autonomo dei Nenec.
Nasce dai monti Timani nel territorio della Nenecia. Scorre in direzione sud attraverso aree disabitate. Il canale è estremamente tortuoso, soprattutto nel corso inferiore, dove il fiume disegna grandi anse. Sfocia nella Cil'ma a 183 km dalla foce nel nord-ovest della Repubblica di Komi. Ha una lunghezza di 251 km; l'area del suo bacino è di 4 850 km².